# أندرسون ريكاردو دوس سانتوس
أندرسون ريكاردو دوس سانتوس (هانغل: 안데르송 히카르두 두스 산투스) هو لاعب كرة قدم كوري جنوبي وبرازيلي، ولد في 22 مارس 1983 في سانتوس، ساو باولو في البرازيل. لعب مع إسكيشهرسبور وتشايكور ريزه سبور وسيفاسبور ونادي استقلال طهران ونادي سول ونادي موجي ميريم.

## وصلات خارجية
- أندرسون ريكاردو دوس سانتوس على موقع اتحاد تركيا (لاعب) (الإنجليزية)
- أندرسون ريكاردو دوس سانتوس على موقع دوري كوريا الجنوبية (الإنجليزية)
- أندرسون ريكاردو دوس سانتوس على موقع قاعدة بيانات كرة القدم.إي يو (الإنجليزية)
- أندرسون ريكاردو دوس سانتوس على موقع Soccerway.com (الإنجليزية)